# Cottus

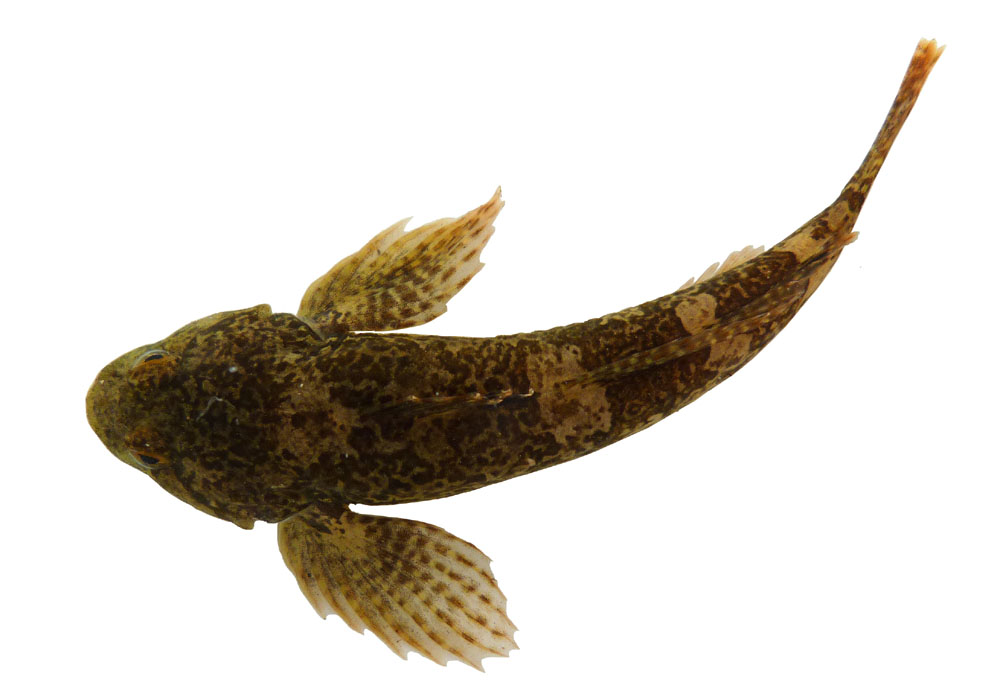
C. rondeleti

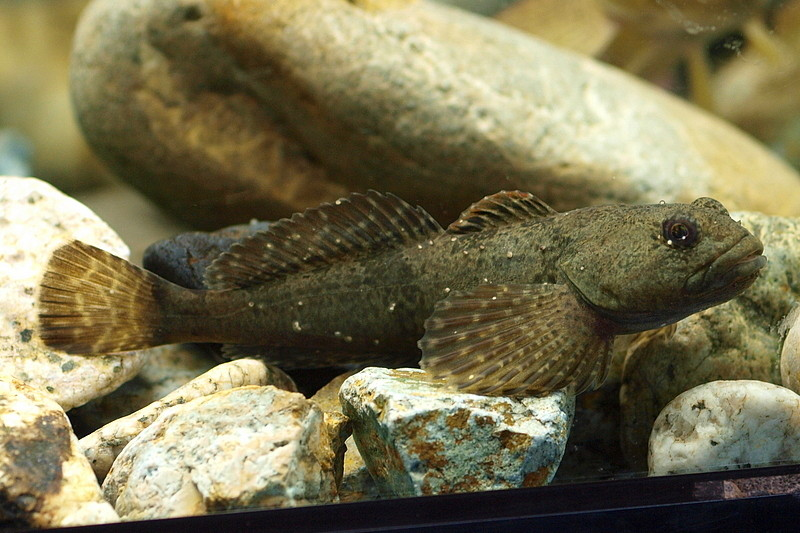
C. nozawae

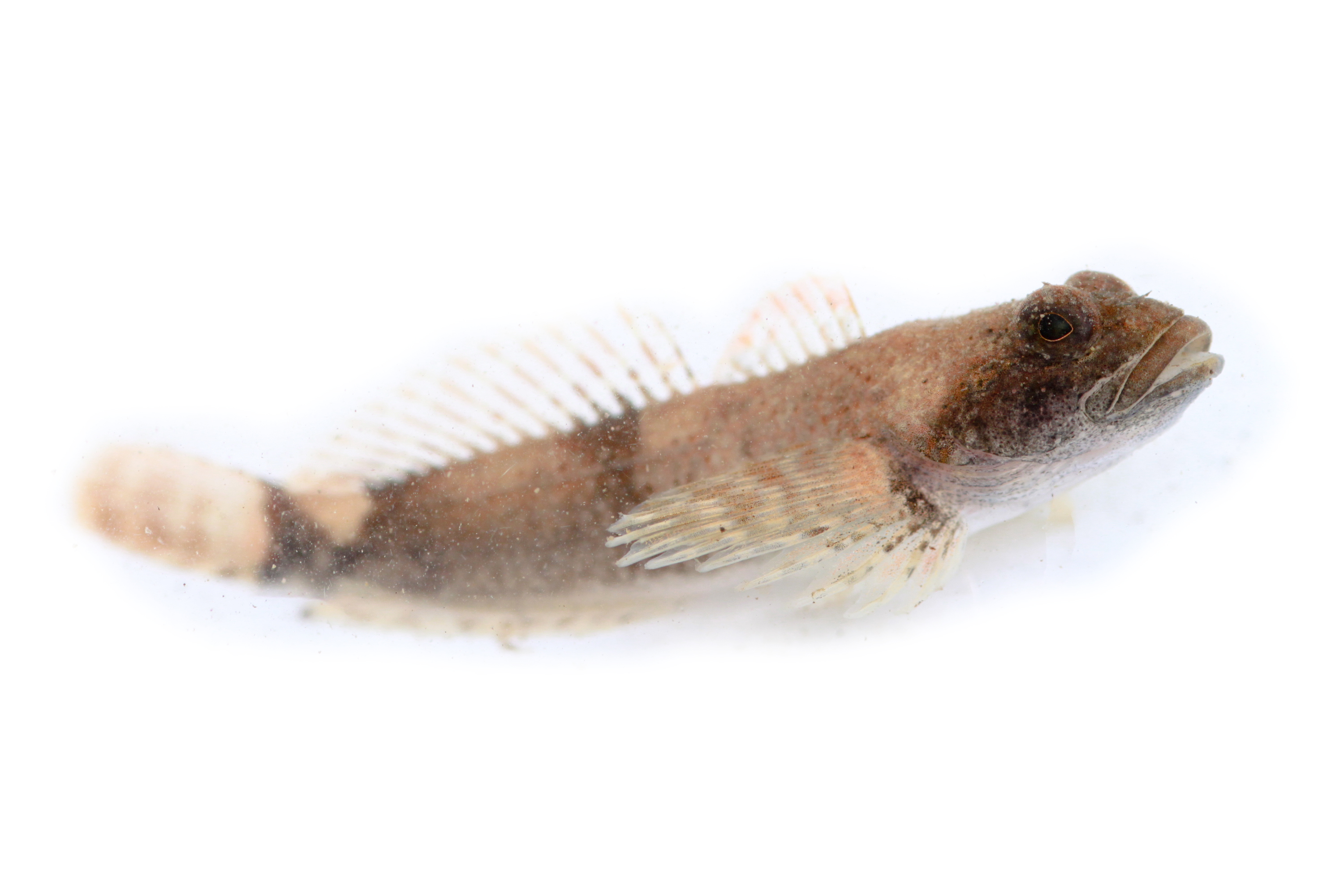
C. caeruleomentum

Cottus Linnaeus, 1758 è un genere di pesci ossei d'acqua dolce appartenenti alla famiglia Cottidae.

## Distribuzione e habitat
Questo genere ha un amplissimo areale che copre praticamente tutte le acque dolci e marine costiere della parte settentrionale dell'Emisfero boreale partendo dai Pirenei, coprendo l'Europa ad eccezione delle regioni meridionali, la Siberia e tutta l'Asia temperato fredda fino al Giappone e la Corea e alla parte nord dell'America settentrionale. In Italia del nord e in qualche torrente di quella centrale è presente la specie Cottus gobio noto comunemente come scazzone.
Ci sono specie sia d'acqua dolce che salmastra che marina.

## Descrizione
Sono a prima vista simili a ghiozzi, dai quali sono tuttavia filogeneticamente molto lontani.

## Parassitologia
Sono gli ospiti di alcune specie di nematodi del genere Camallanus tra cui Camallanus cotti, comuni anche in numerose specie ittiche impiegate in acquariofilia.

## Specie
- Cottus aleuticus
- Cottus amblystomopsis
- Cottus asper
- Cottus asperrimus
- Cottus aturi
- Cottus baileyi
- Cottus bairdii
- Cottus beldingii
- Cottus bendirei
- Cottus caeruleomentum
- Cottus carolinae
- Cottus chattahoochee
- Cottus cognatus
- Cottus confusus
- Cottus czerskii
- Cottus duranii
- Cottus dzungaricus
- Cottus echinatus
- Cottus extensus
- Cottus girardi
- Cottus gobio
- Cottus greenei
- Cottus gulosus
- Cottus haemusi
- Cottus hangiongensis
- Cottus hispaniolensis
- Cottus hubbsi
- Cottus hypselurus
- Cottus immaculatus
- Cottus kanawhae
- Cottus kazika
- Cottus klamathensis
- Cottus koreanus
- Cottus koshewnikowi
- Cottus leiopomus
- Cottus marginatus
- Cottus metae
- Cottus microstomus
- Cottus nasalis
- Cottus nozawae
- Cottus paulus
- Cottus perifretum
- Cottus perplexus
- Cottus petiti
- Cottus pitensis
- Cottus poecilopus
- Cottus pollux
- Cottus princeps
- Cottus reinii
- Cottus rhenanus
- Cottus rhotheus
- Cottus ricei
- Cottus rondeleti
- Cottus sabaudicus
- Cottus scaturigo
- Cottus sibiricus
- Cottus spinulosus
- Cottus szanaga
- Cottus tallapoosae
- Cottus tenuis
- Cottus transsilvaniae
- Cottus volki